# Гутьеррес, Кристиан
Кристиа́н Даниэ́ль Гутье́ррес Су́ньига (исп. Cristián Daniel Gutiérrez Zúñiga; род. 18 февраля 1997, Гринфилд-Парк, Квебек, Канада) — канадский и чилийский футболист, защитник.

## Клубная карьера
Гутьеррес — воспитанник клуба «Коло-Коло». 25 июля 2015 года в матче против «Унион Эспаньола» он дебютировал в чилийской Примере. В том же году Кристиан помог команде выиграть чемпионат. В 2016 году Кристиан завоевал Кубок Чили. В начале 2017 года Гутьеррес на правах аренды перешёл в «Унион Эспаньола». 20 февраля в матче против «Депортес Темуко» он дебютировал за новую команду. 3 августа 2017 года Гутьеррес был взят в аренду клубом «Уачипато». 6 марта 2019 года он вернулся в «Коло-Коло».
16 января 2020 года Гутьеррес подписал с клубом MLS «Ванкувер Уайткэпс» двухлетний контракт с опцией продления ещё на два года, перейдя из «Коло-Коло» по свободному трансферу. За канадский клуб он дебютировал 19 июля в матче группового этапа Турнира MLS is Back против «Сиэтл Саундерс», выйдя на замену во втором тайме вместо Джассера Хмири.
14 марта 2023 года Гутьеррес был выбран клубом «Торонто» из списка отказов. Сыграв три матча за «Торонто II», за первый состав «Торонто» он дебютировал 21 июня в матче против «Цинциннати», заменив во втором тайме Коби Франклина. По окончании сезона 2023 срок контракта Гутьерреса с «Торонто» истёк.

## Международная карьера
В 2017 года Гутьеррес в составе молодёжной сборной Чили принял участие в молодёжном чемпионате Южной Америки в Эквадоре. На турнире он сыграл в матчах против команд Колумбии, Парагвая, Эквадора и Бразилии.
23 декабря 2020 года Гутьеррес был вызван в тренировочный лагерь сборной Канады в январе 2021 года.
Гутьеррес был включён в предварительную заявку сборной Канады на Золотой кубок КОНКАКАФ 2021. Изначально не попав в окончательный состав, он был дозаявлен на замену, получившему травму, Алфонсо Дейвису, но к сборной не присоединился, оставшись в клубе.

## Достижения
Командные
 «Коло-Коло»
- Чемпион Чили: Апертура 2015
- Обладатель Кубка Чили: 2016

 «Ванкувер Уайткэпс»
- Победитель Первенства Канады: 2022